# 覺羅巴哈納
覺羅巴哈納（转写：Bahana；1607年—1667年）、巴哈納、巴爾納，愛新覺羅氏，清朝覺羅，後金、清朝將領，卒諡敏壯，鑲白旗滿洲人，景祖覺昌安的三兄索長阿四世孫；朝鮮王朝的文獻以音譯「巴訖乃」（韓語：파흘내）來稱呼他。清朝官员、大學士。

## 早年
巴哈納十七歲開始從軍，輔佐皇太極征伐有功。天聰八年（1634年），巴哈納任牛彔章京，以办事有能力，授世職騎都尉（载《钦定八旗通志：镶白旗满洲世职》）。次年，出任佐領。崇德三年（1638年），任刑部理事官；次年，擢升為刑部參政，其後兼任正藍旗滿洲副都統。同年六月，皇太極派遣馬福塔與巴哈納冊封朝鮮國王李倧妻子趙氏為朝鮮王妃，其長子李𣳫為世子。崇德七年（1642年），因為刑部勘將佐功罪失公允，而被奪去世職。

## 順治年間
順治元年（1644年），巴哈納擢升為正藍旗蒙古都統、正藍旗滿洲都統、三等阿達哈哈番。入關後，巴哈納與固山額真石廷柱進兵霸州、滄州、德州、臨清，皆被他們攻下。其後，移師山西，會同固山額真葉臣，招降明總督李化熙等。大軍自汾州直趨平陽，與石廷柱擊破明兵，至黑龍關，降裨將三人、士卒六千餘，賜予白金，進世職三等甲喇章京。順治三年（1646年），巴哈納跟從肅親王豪格南下四川，討伐張獻忠，分兵平定遵義、夔州、茂州，斬殺所置官吏數百，逼降兵卒數千，盡得其馬騾輜重。其餘賊寇悉數平定。班師回朝，以勘甲喇章京希爾根軍功失實，又肅親王欲以機賽為巴牙喇纛章京不當， 巴哈納與索渾二人並未阻止，且共為上奏，議奪他的官職，下命降他的世職為拜他喇布勒哈番。順治五年（1648年），出任騎都尉、戶部尚書，順治八年（1651年），順治帝親政，巴哈納奏事完畢，順治帝問及民間疾苦及國家無益之費用，巴哈納舉臨清採磚及通州五閘運漕二事以對應，順治命即永行停止。其後，兼任正白旗滿洲都統、任一等阿達哈哈番、三等阿思哈尼哈番，駐防河間的牛彔額真碩爾揭發上告戶部派發糧餉不均，下法司鞫問，部議巴哈納阿諛附上睿親王多爾袞，厚待白旗，刻薄黃旗。當時正值多爾袞案中黨羽全部下獄，巴哈納坐罪應判死刑，順治帝下命從寬，削了他的世職，奪去他的官位，籍沒他三分之二的家產。順治九年（1652年），東山再起出任刑部尚書。順治十一年（1654年），巴哈納會同諸大臣分賑京畿周圍附近的地區，朝廷賜敕印以行，加太子太保。順治十二年（1655年），加少保銜、後來擢升為少傅、任內翰林弘文院大學士、武殿試讀卷官。順治十五年（1658年），任殿試讀卷官、中和殿大學士，兼任吏部尚書。順治十六年（1659年），出任殿試讀卷官。順治十八年（1661年），出任內秘書院大學士。

## 晚年
康熙元年（1662年），巴哈納兼任鑲白旗滿洲都統。康熙五年（1666年），巴哈納逝世。當時鰲拜擅政，巴哈納與他並不融洽，沒有恤贈之典。康熙八年（1669年），康熙帝親政，回應他的兒子巴什以所請，贈官位少師兼太子太師，諡號為「敏壯」。

## 家族
- 曾祖觉罗索長阿。
- 祖父觉罗龍敦。
- 父觉罗卦爾察，副都統。嫡妻舒舒覺羅氏，繼妻完顏氏，二继妻生母佟佳氏，三继妻納喇氏。
- 胞弟觉罗普爾噴，二等輕車都尉；嫡妻雅爾祜覺羅氏三等伯阿喇穆之女。胞弟觉罗巴郎；觉罗海兰，其子觉罗杭奇，孙觉罗纳翰泰，曾孙觉罗马哈达；均袭覺羅巴哈納的世袭骑都尉（载《钦定八旗通志：镶白旗满洲世职》）。
- 嫡妻伊爾根覺羅氏祭酒固爾渾之女。繼妻耿氏靖南王耿仲明之女。
- 子覺羅巴錫 ，佐领。嫡妻伊爾根覺羅氏內大臣蘇拜之女。
  - 孙儿觉罗巴良，佐领；嫡妻伊爾庫勒氏郎中布克善之女，繼妻伊爾庫勒氏郎中布克善之女，二继妻赫舍里氏內大臣索額圖之女。
  - 孙儿覺羅諾理，佐领。嫡妻舒舒覺羅氏佐領綏祜圖之女。
  - 孙儿觉罗全璧，叅領，一等輕車都尉。
  - 孙儿觉罗巴岱，二等侍衛、護軍叅領[16]。
- 曾孫覺羅巴彥學、覺羅巴彥弼。

## 延伸阅读
[在维基数据编辑]
 《清史稿/卷226》，出自趙爾巽《清史稿》
 《清史稿·卷238》，出自趙爾巽《清史稿》